# Quadra (castell)
Una quadra era el territori concedit a un cavaller o miles sobre el qual exercia la seva jurisdicció un senyor, en un àmbit i categoria inferiors als del castell termenat. La quadra era creada directament pel comte o bé el senyor d'un castell termenat, però en algun cas la jurisdicció era separada de la del castell. Al centre de la quadra hi havia una torre o casa senyorívola.

## Quadres dels Països Catalans
Algunes d'aquestes quadres estan repartides arreu dels territoris de parla catalana.

###### Bages
- Can Font de Cirerencs, al terme municipal de Castellgalí

Moianès
- El Solà de Sant Esteve, al terme municipal de Santa Maria d'Oló.

Pallars Jussà
- Alta-riba, al terme municipal de Talarn,
- L'Espona, a l'antic terme de Guàrdia de Tremp, actualment del terme municipal de Castell de Mur,
- Llania, a l'antic terme d'Hortoneda de la Conca, actualment del terme municipal de Conca de Dalt,
- Miravet, al terme municipal de Senterada,
- Trepadús, a l'enclavament d'Enrens i Trepadús, de l'antic terme d'Espluga de Serra, actualment del terme municipal de Tremp, dins de la seva zona ribagorçana, la Terreta.

Pallars Sobirà
- Benante, al terme municipal d'Esterri de Cardós.

Solsonès
- Malagarriga, al terme municipal de Pinós.

Vallès Occidental
- Sant Pau de Riu-sec, al terme municipal de Sabadell.
- Togores, al terme municipal de Sabadell.